# Luiziânia
Luiziânia é um município brasileiro do estado de São Paulo. Sua população estimada pelo IBGE em 2024 era de 4.751 habitantes.

## História

### Formação territorial-administrativa
Histórico da formação do município:
- Distrito criado no município de Glicério pelo Decreto-Lei nº 14.334, de 30/11/1944.
- Distrito transferido para o município de Braúna pela Lei nº 2.456, de 30/12/1953.
- Município criado pela Lei nº 5.285, de 18/02/1959.

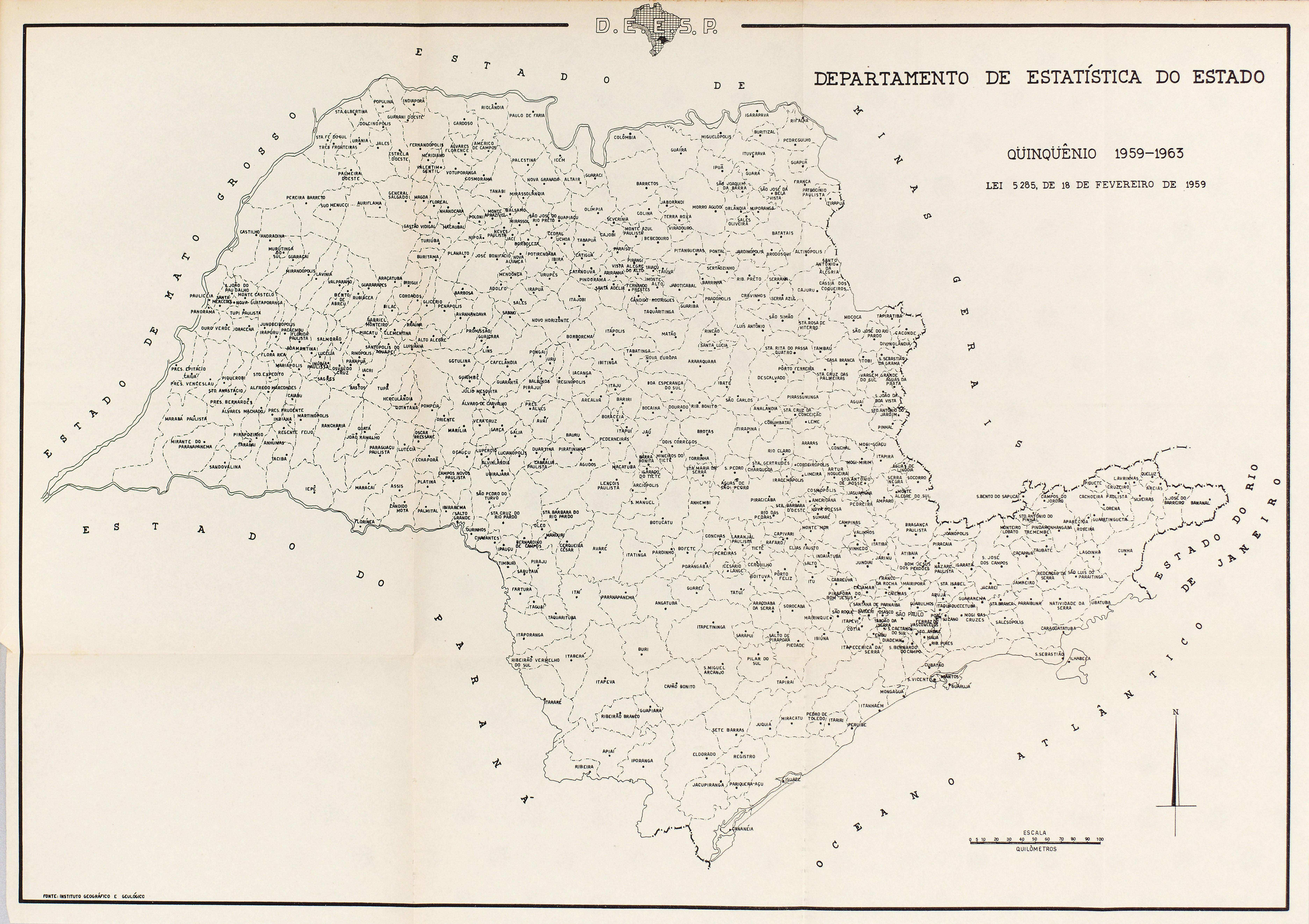
Estado de São Paulo (1959).

## Geografia
Localiza-se a uma latitude 21º40'33" sul e a uma longitude 50º19'36" oeste, estando a uma altitude de 426 metros.  Possui área é de 166,576 km².

### Rodovias
- SP-419 - Rodovia Raul Forchero Casasco

## Demografia

### População
| Crescimento populacional                             | Crescimento populacional | Crescimento populacional | Crescimento populacional |
| Ano                                                  | População Total          |                          | %±                       |
| ---------------------------------------------------- | ------------------------ | ------------------------ | ------------------------ |
| 1960                                                 | 7 168                    |                          | —                        |
| 1970                                                 | 4 461                    |                          | −37,8%                   |
| 1980                                                 | 3 865                    |                          | −13,4%                   |
| 1991                                                 | 4 157                    |                          | 7,6%                     |
| 2000                                                 | 4 274                    |                          | 2,8%                     |
| 2010                                                 | 5 030                    |                          | 17,7%                    |
| 2022                                                 | 4 701                    |                          | −6,5%                    |
| Est. 2024                                            | 4 751                    | [ 7 ]                    | 1,1%                     |
| Fontes: Censos Demográficos IBGE e Estimativas SEADE |                          |                          |                          |

### Dados demográficos
Dados do Censo - 2000
População total: 4.274
- Urbana: 3.705
- Rural: 569
- Homens: 2.142
- Mulheres: 2.132

Densidade demográfica (hab./km²): 25,59
Mortalidade infantil até 1 ano (por mil): 12,58
Expectativa de vida (anos): 73,08
Taxa de fecundidade (filhos por mulher): 2,65
Taxa de alfabetização: 82,85%
Índice de Desenvolvimento Humano (IDH-M): 0,762
- IDH-M Renda: 0,664
- IDH-M Longevidade: 0,801
- IDH-M Educação: 0,820

Dados do Censo - 2010
População total: 5.030
- Urbana: 4.611
- Rural: 419
- Homens: 2.612
- Mulheres: 2.418

(Fonte: IPEADATA)

## Infraestrutura

### Comunicações
O sistema de telefones automáticos foi inaugurado na cidade em 1982 pela Telecomunicações de São Paulo (TELESP), que também implantou o sistema de discagem direta à distância (DDD) em 1986 com o código de área (0186). Anteriormente a cidade era atendida pela Companhia de Telecomunicações do Estado de São Paulo (COTESP).
Na década de 90 o código DDD da cidade foi alterado para (018), para padronização do sistema telefônico com a telefonia celular que estava sendo implantada em todo o estado.

## Religião
O Cristianismo se faz presente na cidade da seguinte forma:

### Igreja Católica
- A igreja faz parte da Diocese de Lins.[15]

### Igrejas Evangélicas
Entre as igrejas protestantes históricas, pentecostais e neopentecostais, encontram-se na cidade:
- Assembleia de Deus Ministério do Belém.[17][18]
- Congregação Cristã no Brasil.[19]